# 迪安娜·科尔莱托·索托
迪安娜·科尔莱托·索托（西班牙語：Diana Corleto Soto，2000年12月18日—），危地馬拉女子羽毛球運動員。

## 簡歷
2017年7月，迪安娜·科尔莱托·索托出戰危地馬拉羽毛球未來系列賽，與玛丽安娜·伊莎贝尔·派斯·奎安合作贏得女子雙打比賽冠軍。

## 主要比賽成績
只列出曾進入準決賽的國際賽事成績：
| 年份   | 賽事                         | 公開賽級別 | 項目     | 拍檔                                    | 成績   |
| ------ | ---------------------------- | ---------- | -------- | --------------------------------------- | ------ |
| 2016年 | 危地馬拉羽毛球國際賽         | 國際系列賽 | 混合雙打 | 魯本·卡斯特利亞諾斯                     | 準決賽 |
| 2017年 | 吉拉爾迪拉羽毛球賽           | 國際系列賽 | 女子雙打 | 玛丽安娜·伊莎贝尔·派斯·奎安             | 準決賽 |
| 2017年 | 危地馬拉羽毛球未來系列賽     | 未來系列賽 | 女子雙打 | 玛丽安娜·伊莎贝尔·派斯·奎安             | 冠軍   |
| 2017年 | 危地馬拉羽毛球未來系列賽     | 未來系列賽 | 混合雙打 | Christopher Alexander Martinez Salvador | 準決賽 |
| 2017年 | 危地馬拉羽毛球國際系列賽     | 國際系列賽 | 混合雙打 | Christopher Alexander Martinez Salvador | 亞軍   |
| 2017年 | 南方共同市場羽毛球國際系列賽 | 國際系列賽 | 女子雙打 | 玛丽安娜·伊莎贝尔·派斯·奎安             | 亞軍   |
| 2018年 | 吉拉爾迪拉羽毛球賽           | 未來系列賽 | 女子雙打 | 玛丽安娜·伊莎贝尔·派斯·奎安             | 準決賽 |
| 2018年 | 泛美洲羽毛球錦標賽           | 其他       | 混合雙打 | 乔纳森·索利斯                           | 季軍   |
| 2018年 | 秘魯羽毛球未來系列賽         | 未來系列賽 | 女子單打 | －                                      | 準決賽 |
| 2018年 | 秘魯羽毛球未來系列賽         | 未來系列賽 | 女子雙打 | 玛丽安娜·伊莎贝尔·派斯·奎安             | 準決賽 |
| 2018年 | 聖多明哥羽毛球公開賽         | 國際系列賽 | 女子雙打 | 尼克特·亚历杭德拉·索托马约尔            | 亞軍   |
| 2018年 | 蘇利南羽毛球國際賽           | 國際系列賽 | 女子雙打 | 尼克特·亚历杭德拉·索托马约尔            | 亞軍   |
| 2018年 | 薩爾瓦多羽毛球國際賽         | 未來系列賽 | 女子雙打 | 尼克特·亚历杭德拉·索托马约尔            | 準決賽 |
| 2019年 | 牙買加羽毛球國際賽           | 國際系列賽 | 女子雙打 | 尼克特·亚历杭德拉·索托马约尔            | 準決賽 |
| 2019年 | 牙買加羽毛球國際賽           | 國際系列賽 | 混合雙打 | 乔纳森·索利斯                           | 準決賽 |
| 2019年 | 秘魯羽毛球未來系列賽         | 未來系列賽 | 女子雙打 | 尼克特·亚历杭德拉·索托马约尔            | 亞軍   |
| 2019年 | 秘魯羽毛球國際賽             | 國際系列賽 | 女子雙打 | 尼克特·亚历杭德拉·索托马约尔            | 冠軍   |
| 2019年 | 秘魯羽毛球國際賽             | 國際系列賽 | 混合雙打 | 乔纳森·索利斯                           | 準決賽 |
| 2019年 | 墨西哥羽毛球未來系列賽       | 未來系列賽 | 女子雙打 | 尼克特·亚历杭德拉·索托马约尔            | 亞軍   |
| 2019年 | 危地馬拉羽毛球國際系列賽     | 國際系列賽 | 女子雙打 | 尼克特·亞歷杭德拉·索托馬約爾            | 準決賽 |
| 2019年 | 危地馬拉羽毛球國際系列賽     | 國際系列賽 | 混合雙打 | 喬納森·索利斯                           | 亞軍   |
| 2019年 | 危地馬拉羽毛球未來系列賽     | 未來系列賽 | 女子單打 | －                                      | 冠軍   |
| 2019年 | 危地馬拉羽毛球未來系列賽     | 未來系列賽 | 女子雙打 | 尼克特·亞歷杭德拉·索托馬約爾            | 準決賽 |
| 2019年 | 薩爾瓦多羽毛球國際賽         | 未來系列賽 | 女子單打 | －                                      | 準決賽 |
| 2019年 | 薩爾瓦多羽毛球國際賽         | 未來系列賽 | 混合雙打 | 喬納森·索利斯                           | 冠軍   |
| 2020年 | 牙買加羽毛球國際賽           | 國際系列賽 | 混合雙打 | 喬納森·索利斯                           | 冠軍   |
| 2021年 | 聖多明哥羽毛球公開賽         | 國際系列賽 | 女子雙打 | 尼克特·亚历杭德拉·索托马约尔            | 冠軍   |
| 2021年 | 聖多明哥羽毛球公開賽         | 國際系列賽 | 混合雙打 | 乔纳森·索利斯                           | 亞軍   |
| 2021年 | 秘魯羽毛球國際賽             | 國際系列賽 | 女子雙打 | 尼克特·亚历杭德拉·索托马约尔            | 冠軍   |
| 2021年 | 秘魯羽毛球國際賽             | 國際系列賽 | 混合雙打 | 乔纳森·索利斯                           | 冠軍   |
| 2021年 | 泛美洲羽毛球錦標賽           | 其他       | 女子雙打 | 尼克特·亚历杭德拉·索托马约尔            | 季軍   |
| 2021年 | 泛美洲羽毛球錦標賽           | 其他       | 混合雙打 | 乔纳森·索利斯                           | 季軍   |
| 2021年 | 危地馬拉羽毛球國際系列賽     | 國際系列賽 | 女子雙打 | 尼克特·亚历杭德拉·索托马约尔            | 準決賽 |
| 2021年 | 危地馬拉羽毛球國際系列賽     | 國際系列賽 | 混合雙打 | 乔纳森·索利斯                           | 準決賽 |
| 2021年 | 危地馬拉羽毛球未來系列賽     | 未來系列賽 | 女子雙打 | 尼克特·亚历杭德拉·索托马约尔            | 冠軍   |
| 2021年 | 危地馬拉羽毛球未來系列賽     | 未來系列賽 | 混合雙打 | 乔纳森·索利斯                           | 冠軍   |
| 2022年 | 泛美洲羽毛球錦標賽           | 其他       | 混合雙打 | 乔纳森·索利斯                           | 亞軍   |
| 2022年 | 聖多明哥羽毛球公開賽         | 國際系列賽 | 女子雙打 | 尼克特·亚历杭德拉·索托马约尔            | 亞軍   |
| 2022年 | 聖多明哥羽毛球公開賽         | 國際系列賽 | 混合雙打 | 喬納森·索利斯                           | 準決賽 |
| 2022年 | 巴西羽毛球國際系列賽         | 國際系列賽 | 女子雙打 | 尼克特·亚历杭德拉·索托马约尔            | 亞軍   |
| 2022年 | 巴西羽毛球國際系列賽         | 國際系列賽 | 混合雙打 | 喬納森·索利斯                           | 冠軍   |
| 2022年 | 危地馬拉羽毛球國際系列賽     | 國際系列賽 | 女子雙打 | 尼克特·亚历杭德拉·索托马约尔            | 亞軍   |
| 2022年 | 危地馬拉羽毛球國際系列賽     | 國際系列賽 | 混合雙打 | 喬納森·索利斯                           | 冠軍   |
| 2022年 | 墨西哥羽毛球國際賽           | 國際系列賽 | 混合雙打 | 喬納森·索利斯                           | 準決賽 |
| 2023年 | 巴西羽毛球國際系列賽         | 國際系列賽 | 女子雙打 | 尼克特·亚历杭德拉·索托马约尔            | 準決賽 |
| 2023年 | 巴西羽毛球國際系列賽         | 國際系列賽 | 混合雙打 | 喬納森·索利斯                           | 準決賽 |
| 2023年 | 危地馬拉羽毛球國際系列賽     | 國際系列賽 | 女子雙打 | 尼克特·亚历杭德拉·索托马约尔            | 冠軍   |
| 2024年 | 吉拉爾迪拉羽毛球賽           | 未來系列賽 | 女子雙打 | 玛丽安娜·伊莎贝尔·派斯·奎安             | 冠軍   |
| 2024年 | 墨西哥羽毛球未來系列賽       | 未來系列賽 | 女子雙打 | 尼克特·亚历杭德拉·索托马约尔            | 準決賽 |
| 2024年 | 墨西哥羽毛球未來系列賽       | 未來系列賽 | 混合雙打 | Christopher Alexander Martinez Salvador | 冠軍   |
| 2024年 | 危地馬拉羽毛球未來系列賽     | 未來系列賽 | 女子雙打 | 尼克特·亚历杭德拉·索托马约尔            | 冠軍   |
| 2024年 | 危地馬拉羽毛球未來系列賽     | 未來系列賽 | 混合雙打 | Christopher Alexander Martinez Salvador | 冠軍   |
| 2024年 | 秘魯羽毛球國際系列賽         | 國際系列賽 | 女子雙打 | 尼克特·亚历杭德拉·索托马约尔            | 亞軍   |
| 2024年 | 墨西哥羽毛球國際賽           | 國際系列賽 | 女子雙打 | 尼克特·亚历杭德拉·索托马约尔            | 準決賽 |
| 2024年 | 墨西哥羽毛球國際賽           | 國際系列賽 | 混合雙打 | Christopher Alexander Martinez Salvador | 亞軍   |
| 2024年 | 蘇利南羽毛球國際賽           | 國際系列賽 | 混合雙打 | Christopher Alexander Martinez Salvador | 冠軍   |
| 2024年 | 薩爾瓦多羽毛球國際賽         | 國際系列賽 | 女子雙打 | 尼克特·亚历杭德拉·索托马约尔            | 亞軍   |
| 2025年 | 吉拉爾迪拉羽毛球賽           | 未來系列賽 | 混合雙打 | Christopher Alexander Martinez Salvador | 冠軍   |
| 2025年 | 墨西哥羽毛球國際挑戰賽       | 國際挑戰賽 | 混合雙打 | Christopher Alexander Martinez Salvador | 準決賽 |

| 2007-2017年 | 首要超級賽 | 超級賽 | 黃金大獎賽 | 大獎賽 | 國際挑戰賽 | 國際系列賽 | 未來系列賽 | 其他 |

| 2018-2026年 | 總決賽 | 超級1000賽 | 超級750賽 | 超級500賽 | 超級300賽 | 超級100賽 | 國際挑戰賽 | 國際系列賽 | 未來系列賽 | 其他 |

### 奧運會和世錦賽參賽紀錄
|          | 搭檔           | 2019 | 2020 | 2021  | 2022 | 2023 |
| -------- | -------------- | ---- | ---- | ----- | ---- | ---- |
| 女子雙打 | N·A·索托馬約爾 | 64強 | －   | －    | －   | －   |
|          |                |      |      |       |      |      |
| 混合雙打 | 乔纳森·索利斯  | －   | －   | 64強1 | 64強 | 64強 |

- ^  注解1：退賽